# 館山郵便局
館山郵便局（たてやまゆうびんきょく）は千葉県館山市にある郵便局。民営化前の分類では集配普通郵便局であった。

## 概要
住所：〒294-8799 千葉県館山市北条1635-3

## 沿革
- 1872年8月4日（明治5年7月1日） - 北条郵便取扱所として開設[1]。
- 1873年（明治6年） - 北条郵便役所となる。
- 1875年（明治8年）1月1日 - 北条郵便局（四等）となる。翌日より為替取扱を開始。
- 1876年（明治9年）2月1日 - 貯金取扱を開始。
- 1889年（明治22年）5月1日 - 館山郵便局に改称。
- 1889年（明治22年）6月1日 - 館山郵便電信局となる。
- 1903年（明治36年）4月1日 - 通信官署官制の施行に伴い館山郵便局となる。
- 1955年（昭和30年）10月1日 - 九重郵便局[2]から集配業務を移管[3]。
- 1956年（昭和31年）11月1日 - 電話通話および和文電報受付事務の取扱を開始。
- 1968年（昭和43年）10月28日 - 館山市館山から、同市北条に局舎を新築、移転。
- 1993年（平成5年）3月22日 - 三芳郵便局から集配業務を移管。
- 1998年（平成10年）9月1日 - 外国通貨の両替および旅行小切手の売買に関する業務取扱を開始。
- 2007年（平成19年）10月1日 - 民営化に伴い、併設された郵便事業館山支店に一部業務を移管。
- 2009年（平成21年）9月21日 - 郵便事業館山支店が統括する西岬集配センターの廃止に伴い、同支店が取扱業務を承継。
- 2012年（平成24年）10月1日 - 日本郵便株式会社発足に伴い、郵便事業館山支店を館山郵便局に統合。
- 2025年（令和7年）2月10日 - 布良郵便局から集配業務を移管。

## 取扱内容
- 郵便、印紙、ゆうパック、内容証明
- 貯金、為替、振替、振込、国際送金、外貨両替・トラベラーズチェック、国債、投資信託
- 生命保険、バイク自賠責保険、自動車保険、がん保険、引受条件緩和型医療保険
- ゆうちょ銀行ATM
- 館山市内の全域および南房総市内の一部地域の集配業務
- ゆうゆう窓口

## 周辺
- 館山信用金庫本店
- 千葉県立館山総合高等学校水産校舎
- 館山市立第二中学校
- 館山市民体育館
- 国道127号
- 国道128号
- 汐入川

## アクセス
- JR内房線 館山駅（東口）から徒歩約8分
- 館山日東バス 郵便局前停留所下車
- 富津館山道路 富浦ICから南へ約6.5km
- 国道410号沿い
- 駐車場あり：10台